# Договор проката
Догово́р прока́та — разновидность договора аренды; соглашение, в соответствии с которым арендодатель обязуется за плату предоставить арендатору движимое имущество во временное владение и пользование.

## Договор в России
В настоящее время в России нормативно-правовое регулирование договора проката осуществляется специальными правилами о прокате, а субсидиарно — общими правилами об аренде, закреплёнными в Гражданском кодексе. Также, к отношениям, вытекающим из данного договора, применяются общие положения Закона «О защите прав потребителей», обеспечивающие материальные и процессуальные права потребителя, в частности, право на получение информации об арендодателе и условиях проката, гарантию безопасности прокатного имущества, право на возмещение убытков и др.
По своему характеру договор проката является возмездным, консенсуальным и двусторонне обязывающим. Кроме того, данный договор относится к числу публичных. Это означает, что арендодатель, при наличии у него предмета проката, обязан заключить договор с любым лицом, которое к нему обратится, причём на одинаковых условиях, кроме случаев, когда закон допускает предоставление льгот для отдельных категорий потребителей.

### Стороны договора
Сторонами в договоре проката являются арендодатель и арендатор.
В качестве арендодателя может выступать коммерческая организация или индивидуальный предприниматель, которые осуществляют профессиональную деятельность по сдаче движимого имущества в аренду. Такой вид деятельности может быть для арендодателя как основным, так и дополнительным. Не является прокатом разовая сделка по сдаче движимого имущества в аренду. В качестве исключения закон допускает заключение договоров проката некоммерческими организациями, если это соответствует целям их деятельности. Так, Федеральный закон «О садоводческих, огороднических и дачных некоммерческих объединениях граждан» предусматривает возможность создания садоводами, огородниками и дачниками фондов проката. Такие фонды позволяют обеспечить учредителей указанных объединений средствами производства, которые применяются при возведении и ремонте жилых домов, хозяйственных строений и сооружений, благоустройстве и обработке садовых, огородных и дачных земельных участков.
Арендатором в договоре проката может стать любое сделкоспособное физическое или юридическое лицо, а также индивидуальный предприниматель. Обычно в качестве арендаторов выступают граждане, приобретающие имущество в прокат для потребительских целей, то есть для личного или семейного использования (бытовой прокат). Однако закон не исключает такой возможности и для использования в предпринимательских целях (коммерческий прокат).
Договор проката должен быть направлен на удовлетворение исключительно потребностей арендатора. Поэтому закон устанавливает запрет на передачу прокатного имущества третьим лицам, в том числе, в субаренду и безвозмездное пользование. Не допускается также залог арендных прав и внесение их в качестве имущественного вклада в хозяйственные товарищества и общества или в качестве паевого взноса в производственные кооперативы. Таким образом, объём прав арендатора по владению и пользованию прокатным имуществом меньше, чем в общем договоре аренды.

### Предмет и существенные условия договора
Предметом договора проката является предоставление во временное владение и пользование движимого имущества, за исключением транспортных средств, аренда которых регулируется специальными нормами. Таким образом, не может быть квалифицирована как прокат аренда недвижимого имущества. Предмет договора проката является его единственным существенным условием. Срок договора и его цена к таковым не относятся.

### Срок договора
Закон ограничивает максимальный срок, на который может быть заключён договор проката, до одного года. В случае, если срок договора превышает предел, установленный законом, то договор считается заключённым на один год.
К договору проката не применяются правила о возобновлении договора аренды на неопределенный срок, а также о преимущественном праве арендатора на возобновление договора аренды. Таким образом, если по истечении срока, определённого договором, арендатор продолжает пользоваться прокатным имуществом без возражений со стороны арендодателя, стороны утрачивают право на защиту своих интересов. Для сохранения такого права сторонам необходимо перезаключить договор на новый срок.

### Цена договора
Особенность договора проката заключается в том, что арендная (прокатная) плата по договору устанавливается исключительно в форме твёрдой денежной суммы. Таким образом, иные способы оплаты, предусмотренные общими правилами об аренде, не допускаются, а соответствующее условие, будучи закреплёнными в договоре, признается недействительным. Прокатная плата может вносится единовременно или периодически. Если порядок и сроки оплаты в договоре не определены, то по общему правилу она взимается на условиях, обычно применяемых при аренде аналогичного имущества в сравнимых обстоятельствах.
В случае просрочки платежа, он подлежит взысканию в бесспорном порядке по исполнительной надписи нотариуса. Данная норма призвана защитить интересы предпринимателя, обслуживающего множество потребителей и взимающего за свои услуги небольшую плату. В указанном порядке подлежит взысканию только сама задолженность. Требования о взыскании неустойки, а также иные требования арендодателя о возмещении убытков подлежат удовлетворению в судебном порядке.

### Форма договора
Закон устанавливает для договора проката обязательность простой письменной формы. Данное правило является исключением из общих положений об аренде и действует независимо от срока договора или его субъектного состава . Обычно прокатные организации предлагают типовые формы договоров, к которым присоединяется арендатор. Таким образом, договор проката может обладать признаками договора присоединения. Поскольку закон не предусматривает иного, несоблюдение простой письменной формы договора влечёт лишение сторон права в случае спора ссылаться на свидетельские показания, подтверждающие его условия, но сохраняет за ними право приводить письменные и иные доказательства.

### Исполнение договора
Содержание договора проката составляет обязанность арендодателя по передаче прокатного имущества арендатору во временное владение и пользование и корреспондирующее ей право на получение им от арендатора прокатной платы. Состояние передаваемого имущества должно соответствовать его назначению и условиям договора. Ввиду этого арендодателю вменяется в обязанность проверить исправность передаваемого имущества в присутствии арендатора и ознакомить последнего с правилами его эксплуатации или выдать ему соответствующую инструкцию. В противном случае арендодатель принимает на себя ответственность за явные недостатки переданного имущества и лишается права требовать возмещения вреда, если он был причинен этому имуществу в связи с отсутствием у арендатора необходимой информации. В то же время, проверка арендодателем исправности имущества в присутствии арендатора не лишает последнего права доказывать наличие в имуществе скрытых недостатков, не обнаруженных при проверке или не оговоренных арендодателем.
В изъятие общих правил об аренде обязанность по текущему и капитальному ремонту прокатного имущества возлагается законом на арендодателя. Данная норма ориентирована прежде всего на защиту интересов потребителя, как стороны, не обладающей специальными знаниями для ремонта. В случае, если во время действия договора арендатор обнаружит в имуществе, взятом напрокат, недостатки, полностью или частично препятствующие дальнейшему его использованию, то, по общему правилу, в течение десяти дней с момента получения соответствующего уведомления арендодатель обязан по своему выбору:
- Безвозмездно устранить недостатки имущества на месте; либо
- Произвести замену на аналогичное имущество, находящееся в надлежащем состоянии.

Невыполнение этой обязанности в установленный срок наделяет арендатора правом:
- Требовать соразмерного уменьшения прокатной цены; либо
- Требовать возмещения расходов, понесённых в связи с устранением недостатков своими силами или силами третьих лиц; либо
- Удержать сумму понесённых расходов из прокатной платы, предварительно уведомив об этом арендодателя; либо
- Требовать расторжения договора и возмещения убытков.

Однако если арендодатель докажет, что недостатки появились в результате нарушения арендатором правил эксплуатации, последний обязан оплатить арендодателю стоимость ремонта и транспортировки имущества.

### Прекращение договора
Договор проката может быть прекращён досрочно по соглашению сторон. В этом случае арендатор обязан вернуть прокатное имущество арендодателю в том же состоянии, в котором оно было получено, с учетом нормального износа, а тот, в свою очередь, — часть прокатной платы за период, который был оплачен арендатором, но в течение которого он не пользовался этим имуществом. Указанный период исчисляется со дня, следующего за датой фактического возврата имущества.
Договор проката также может быть расторгнут в любое время в одностороннем порядке по инициативе арендатора. При этом он не обязан объяснять причины своего отказа от договора, но должен уведомить арендодателя о таком намерении не менее, чем за десять дней. В то же время, несоблюдение этого требования не означает что арендодатель вправе не принять отказ от договора арендатора; оно лишь отдаляет прекращение договора на указанный срок с момента, когда арендодателю становится известно о намерении арендатора.
Одностороннее расторжение договора по инициативе арендодателя производится на общих основаниях, а именно в случаях, когда арендатор:
- Неоднократно нарушает условия договора либо допускает их существенное нарушение.
- Существенно ухудшает прокатное имущество.
- Допускает просрочку прокатной платы более двух раз подряд.